# Stefano Lanza Filingeri
Stefano Lanza Filingeri (Santa Flavia, 22 agosto 1895 – Roma, 18 luglio 1968) è stato un nobile e politico italiano.

## Biografia
Nato a Santa Flavia, in provincia di Palermo, nel 1895, era il terzo di quattro figli di Ignazio, IX principe di Mirto e XVII conte di San Marco (1864-1950), e della di lui moglie la nobildonna Antonia Fardella Paternò Castello dei Baroni di Moxharta (1866-1933), ed apparteneva ad un ramo minore della nobile famiglia Lanza. Nel 1921, sposò Amalia Falletti di Villafalletto, figlia del Conte Paolo, da cui non ebbe figli.
Gentiluomo di corte della Principessa di Piemonte, dopo la fine della monarchia in Italia aderì al Partito Nazionale Monarchico. Nel maggio 1947 fu eletto deputato all'Assemblea Regionale Siciliana, ma si dimise nel 1948 in quanto eletto al Senato, sempre per il PNM, dove fece parte del gruppo misto fino al 1953.
Morì a Roma nel 1968.